# Rudi Fischer (Politiker)

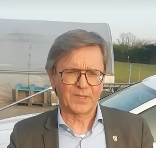
Rudi Fischer (2021)

Rudi Fischer (* 17. März 1954 in Reutlingen) ist ein deutscher Politiker (FDP) und seit Juli 2019 Mitglied des Landtags von Baden-Württemberg.

## Leben
Fischer ist gelernter Maschinenbautechniker und technischer Betriebswirt.
Er ist verheiratet und hat drei Kinder. Fischer ist evangelischer Konfession.

## Politik
Bei der Landtagswahl in Baden-Württemberg 2016 kandidierte er als Zweitkandidat von Andreas Glück im Landtagswahlkreis Hechingen-Münsingen. Nach dessen Ausscheiden rückte er am 11. Juli 2019 für ihn in den Landtag nach. Er ist Sprecher für Haushaltspolitik der FDP/DVP-Fraktion. Bei der Landtagswahl 2021 konnte er über ein Zweitmandat erneut in den Landtag einziehen. Bei der Landtagswahl 2026 tritt er nicht erneut an.